# CITTI
CITTI er en varehuskæde fra Tyskland, der ejes og drives af detailvirksomheden Bartels-Langness. De har over 80.000 varenumre og handler primært med dagligvarer, men også flere nonfood-varer. Især mange sønderjyder kender varehuset i Flensborg særdeles godt. Der er dog også gode penge at spare, da momssatsen på dagligvarer kun er 7% i Tyskland.
| Region                 | Antal | By                      |
| ---------------------- | ----- | ----------------------- |
| Mecklenburg-Vorpommern | 2     | Rostock, Stralsund      |
| Slesvig-Holsten        | 3     | Flensborg, Kiel, Lübeck |